# تپه قلعه زرین کفش
تپه قلعه زرین کفش در شهرستان دلیجان، دهستان جوشق، روستای بهار اردهال واقع شده و این اثر در تاریخ ۱۱ دی ۱۳۸۰ با شمارهٔ ثبت ۴۶۱۱ به‌عنوان یکی از آثار ملی ایران به ثبت رسیده است.